# Camucia
Camucia est une frazione de la commune italienne de Cortone située dans la province d'Arezzo dans la région Toscane en Italie centrale.

## Transports
Elle est desservie par la gare ferroviaire de Camucia-Cortona, situé au Sud-Ouest de la commune.
Des bus relient la gare au village voisin de Cortona, situé à un peu plus d'1 km sur une colline située au Nord de la ville.

## Le Melone de Camucia
Le Melone di Camucia ou Tumolo di Camucia est un tumulus comportant deux tombes étrusques de la fin du VIe siècle av. J.-C. qui est situé dans la localité.